# حاج أقا (مهر أنرود)
حاج أقا (بالفارسية: حاج‌آقا) هي قرية تقع في إيران في قسم مهرانرود الجنوبي الريفي. يقدر عدد سكانها بـ 1,376 نسمة .